# Facultad de Medicina de Petrópolis
La Facultad de Medicina de Petrópolis (FMP) es una institución privada de educación superior fundada en 1967 con sede en la ciudad de Petrópolis en Río de Janeiro. En 1998, continuando con el proyecto de su fundador, el Decano Arthur de Sá Earp Neto, se creó la Faculdade Arthur Sá Earp Neto (FASE). El campus FMP/FASE está ubicado en la Avenida Barão do Rio Branco en el Centro Histórico de Petrópolis y tiene una superficie de 85.000 m².